# Zuo Zongtang

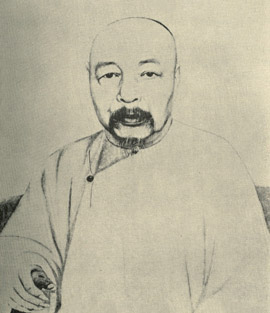
Zuo Zongtang

Zuo Zongtang (xinès simplificat 左宗棠) també conegut pel nom de Tso-Tsun-tang, (Xiangyin, Hunan, Xina - 10 de novembre de 1812 - Fuzhou, Fujian, Xina, 5 de setembre de 1885). Polític i militar xinès de finals de la dinastia Qing, que va destacar en la repressió de la Rebel·lió dels Taiping i en la recuperació de l'Asia Central (Xinjiang).

## Biografia
Era un noi malaltís en una família amb poc recursos. Malgrat que va suspendre tres cops l'examen per assolir el grau de "jinshi" va fer estudis universitaris, molt interessat en temes de geografia, política econòmica i agricultura. Més tard va fer de preceptor en una família de notables (1840-1848).

### Carrera política i militar
L'any 1852, recomanat per Hu Linyi, va entrar a l'Estat Major de l'exèrcit imperial al costat del governador de Hunan i més tard amb Zeng Guofan. El seu primer èxit va ser la participació en la repressió de la Rebel·lió dels Taiping, amb la creació d'un exèrcit de 5.000 soldats ("Exercit Chu"), reconquerint Zhejiang i Fujian.
El 1863 va ser nomenat governador de Fujian, amb una gestió que va permetre la represa de l'activitat agrícola de la zona, amb la introducció de noves cultures i tècniques d'actuació.
Els assessors francesos Prosper Giquel i Paul d'Aiguebelle el van convençer de la necessitat de modernitzar i potenciar la capacitat naval de la Xina, i a Zhejiang (1864) va experimentar amb vaixells de vapor en el llac Xihu.
El 1866 va ser nomenat governador general de Shanxi i de Gansu, i va participar en l'anul·lació de la rebel·lió de Nian.
Els anys 1866-67, a Fuzhou va crear unes dàrsenes i una escola tècnica sota la direcció d'enginyers francesos.
Resoldre el conflicte a l'Asia Central (1869-1877) i més concretament el conflicte amb els musulmans de Xingjiang va ser una de les missions més importants de Zuo i també una de les més costoses. Per finançar les seves campanyes l'emperadriu Cixi va autoritzar a Zuo a negociar amb la banca estrangera un préstec de 5 milions de taels.
El 1874 va ocupar el càrrec de Gran Secretari i governador general de Liangjiang (actual Chongqing), i el 1884 va rebre el mandat de ser el responsable de tots els assumptes militars de l'Imperi, amb la missió especial de garantir la defensa marítima de les costes de Funjian contra els atacs dels francesos.